# Black Midnight
Pour plus de détails, voir Fiche technique et Distribution.
Black Midnight est un film américain d'Oscar Boetticher, sorti en 1949.

## Synopsis
Bill Jordan, propriétaire d'un ranch, traite son neveu Scott comme un fils, son fils Daniel ayant fui la maison des années auparavant. Un jour, Scott et Bill sont invités chez des voisins pour le retour de Martha Baxter et de sa fille Cindy. Daniel et son ami Roy arrivent, accompagnés de plusieurs juments et d'un étalon noir qu'il dit avoir achetés. Incapable de dresser l'étalon, Daniel est sur le point de le tuer quand Scott lui offre de l'acheter pour 30 dollars. Scott montre beaucoup de patience et finalement arrive à apprivoiser le cheval, qu'il a appelé Midnight. Un jour, alors qu'il est en train de trier des papiers, le shérif trouve un avis à propos d'un vol de chevaux, et se pose des questions quant à la marque sur les chevaux de Daniel. Pour éviter les soupçons, Daniel ordonne à Roy de se débarrasser de Midnight. Après avoir été roué de coups par Roy, le cheval piétine son assaillant jusqu'à le tuer. De peur que Bill veuille tuer l'étalon, Scott cache Midnight dans les collines où, avec l'aide de Cindy, il soigne les blessures du cheval. Plus tard, le shérif convainc Bill que Roy a provoqué l'attaque qui l'a tué, et Bill regagne la confiance de Scott en tuant un lion des montagnes qui menaçait le garçon et son cheval. Daniel finit par se rendre, les charges contre lui sont abandonnées et il récupère les chevaux, sauf Midnight, qui reste avec Scott.

## Fiche technique
- Titre original : Black Midnight
- Réalisation : Oscar Boetticher
- Scénario : Erna Lazarus,Scott Darling
- Direction artistique : Dave Milton
- Photographie : William A. Sickner
- Son : John Carter
- Montage : Ace Herman
- Production : Lindsley Parsons
- Production associée : Ace Herman, Roddy McDowall
- Société de production : Lindsley Parsons Productions
- Société de distribution : Monogram Distributing Corporation
- Pays de production :  États-Unis
- Langue originale : anglais
- Format : Noir et blanc — 35 mm — 1,37:1 — son Mono
- Genre : drame
- Durée : 66 minutes
- Date de sortie :
  - États-Unis : 2 octobre 1949

## Distribution
- Roddy McDowall : Scott Jordan
- Damian O'Flynn : Bill Jordan
- Lynn Thomas : Cindy Baxter
- Kirby Grant : Shérif Gilbert
- Gordon Jones : Roy
- Fay Baker : Martha Baxter
- Rand Brooks : Daniel Jordan